# Saison 2 de Damages
Chronologie
Saison 1 Saison 3
Cet article présente le guide des épisodes de la deuxième saison de la série télévisée Damages.

## Synopsis
La saison 2 est faite sur le même concept que la saison 1 : l'intrigue principale se déroule dans le passé, et le récit de cette intrigue est entrecoupé de flashs révélant la situation actuelle des personnages.
Ellen a accepté d'aider le FBI pour enquêter sur les méthodes illégales et clandestines de Patty pour arriver à ses fins. Elle est chargée de lui faire accepter un dossier dans lequel les dérives sont possibles, une grosse affaire dans laquelle certaines assurances malhonnêtes conduiraient à une recrudescence de la mortalité infantile. En apparence, rien de bien compliqué pour la brillante Ellen, qui a su bâtir avec Patty une relation de complicité. Mais Patty a la dent dure, et la faire danser comme une marionnette n'est pas une mince affaire, même pour Ellen. Après avoir accepté de prendre en charge le dossier que Ellen lui a proposé, Patty demande à son fidèle collègue Tom de s'en charger, et décide de se lancer dans la défense d'une vieille connaissance, Daniel Purcell. Daniel est un brillant chimiste qui a bâti un rapport sur une composante chimique ultra toxique; l'aracite, utilisée par de grandes compagnies d'énergie mondiales, comme la société UNR. Cette affaire est tirée de la crise énergétique californienne de 2001. Ses compromettantes informations mettent la vie de Daniel en danger. C'est après l'assassinat de son épouse que Patty décide alors de venir en aide à Daniel, avec l'aide de Ellen et Tom. Ce que Patty semble ignorer, c'est que dans cette affaire, tous ont quelque chose à cacher, tous jouent un double jeu, ses amis comme ses ennemis. 
Cet imbroglio judiciaire a-t-il un rapport avec ce qui va se passer 6 mois plus tard; quand Ellen Parsons déclare à quelqu'un dont nous ignorons l'identité qu'il devrait lui dire la vérité... avant de lui tirer froidement dessus ? Qu'est-ce qui a conduit Ellen à une telle violence ? A-t-elle enfin découvert qui était l'assassin de David, son fiancé ? Patty a-t-elle encore quelque chose à voir dans cette déchéance ?

## Distribution

### Acteurs principaux
- Rose Byrne (VF : Chantal Macé) : Ellen Parsons
- Glenn Close (VF : Évelyne Séléna) : Patricia « Patty » C. Hewes
- Tate Donovan (VF : Constantin Pappas) : Tom Shayes
- Anastasia Griffith (VF : Laurence Sacquet) : Katherine « Katie » Connor
- Michael Nouri (VF : Guy Chapellier) : Phil Grey
- Zachary Booth (VF : Julien Bouanich) : Michael Hewes
- Timothy Olyphant (VF : Jean-Pierre Michaël) : Wes Krulik[1]
- William Hurt (VF : Féodor Atkine) : Daniel Purcell[2]
- Marcia Gay Harden (VF : Véronique Augereau) : Claire Maddox[3]

### Acteurs récurrents et invités
- Tom Aldredge (VF : Jean-Pierre Rigaux) : Peter "Oncle Pete" McKee
- Mario Van Peebles (VF : Pascal Légitimus) : Agent Randall Harrison[4] (9 épisodes)
- Ted Danson (VF : Gérard Rinaldi) : Arthur Frobisher  (6 épisodes)
- Željko Ivanek (VF : Hervé Bellon) : Raymond « Ray » Fiske (épisodes 1 et 13)
- Matthew Davis (VF : Alexis Victor) : Josh Reston[5] (épisodes 3 et 4)
- Noah Bean (VF : Damien Ferrette) : David Connor (épisode 8)

## Épisodes

### Épisode 1:Le Pardon ou la Vengeance
- États-Unis : 7 janvier 2009 sur FX Network
- Suisse : 13 juin 2010 sur TSR1
- France : 
  - 25 juin 2009 sur Canal+
  - 8 décembre 2011 sur M6
- Québec : automne 2009 sur Mystère[6]
- Belgique : date inconnue

Quelques mois après l'affaire Frobisher, qui a été quelque peu chaotique pour le cabinet et pour ses membres, Patty Hewes, rongée par le suicide de son collègue Ray Fiske, veut se racheter une conscience en créant une fondation de lutte contre la faim, grâce à l'argent que le cabinet a fait rentrer avec l'affaire Frobisher. Patty reçoit à son cabinet un mystérieux colis contenant des documents tout aussi intrigants, envoyés par une vieille connaissance, Daniel Purcell. Ce dernier implore Patty de l'aider car il se sent menacé, il détiendrait des informations susceptibles de ruiner tout un secteur d'activités. Mais elle refuse. Cependant, à l'issue du gala de charité organisé pour la création de sa fondation, Patty reçoit un coup de fil de Daniel qui la demande en urgence... sa femme a été assassinée, étranglée. 

### Épisode 2:Sous protection
- États-Unis : 14 janvier 2009 sur FX Network
- Suisse : 13 juin 2010 sur TSR1
- France : 
  - 25 juin 2009 sur Canal+
  - 8 décembre 2011 sur M6

La police s'est rendue chez Daniel Purcell, dont la femme a été sauvagement assassinée. Patty déclare être l'avocate de Daniel, qui pour sa part ne révèle rien à la police des menaces dont il avait confié l'existence à Patty quelques jours avant. Il est tout aussi taisant quant aux raisons qui auraient conduit à l'assassinat de son épouse. Patty sait que tout cela a un rapport avec les documents qu'il lui a envoyés auparavant. Daniel lui explique alors qu'il travaillait sur la toxicité d'une composante chimique, l'aracite. Son rapport, très controversé parce que très critique envers cette composante, peut détruire de grandes compagnies d'énergie qui utilisent l'aracite. Pour savoir qui se cache derrière l'assassinat de l'épouse de Daniel, Patty confie ces informations secrètes à un politique, qu'elle sait corrompu. En effet, celui-ci contacte directement le patron de la 3e puissance énergétique au monde, Ultima National Ressources. Celui-ci contacte alors directement son avocate, Claire Maddox, qui fait ordonner une saisie du rapport Aracite au cabinet de Patty Hewes. Daniel comprend donc enfin, par le biais de cette motion, qui se cache derrière la mort de son épouse Christine. Néanmoins, ce que Patty ignore totalement, c'est que Daniel et Claire Madox semblent être très proches. 

### Épisode 3:L'Agent polluant
- États-Unis : 21 janvier 2009 sur FX Network
- Suisse : 20 juin 2010 sur TSR1
- France : 
  - 2 juillet 2009 sur Canal+
  - 24 janvier 2012 sur M6

Patty prend le dossier Purcell très à cœur, mais apprend, au cours d'un interrogatoire de police, que la femme de Daniel avait porté plainte contre lui quelques années auparavant, pour coups et blessures. Daniel confie également qu'un rubis que son épouse portait au doigt semble lui avoir été volé. Lasse que Daniel lui cache des choses, empêchant toute défense convenable, Patty décide de faire passer Daniel au détecteur de mensonges. Alors que Patty annonce à Daniel que les résultats sont peu concluants, ce dernier la congédie en prétextant que Patty n'a que faire de lui et de sa femme et qu'elle ne cherche qu'une grosse affaire pour gonfler encore un peu sa réputation. Étonnamment, Patty se plie à ses exigences. Sur les conseils de Claire Maddox, Daniel décide de quitter le pays mais est arrêté par la police à l'aéroport. Daniel revient alors sur sa décision et demande à Patty de le défendre. Elle accepte. Daniel lui confie alors qu'elle doit rencontrer un journaliste qui étudie les ravages de l'aracite en Virginie Occidentale.
Parallèlement, le FBI demande à Ellen de suspendre les investigations pendant quelque temps, afin que le FBI réfléchisse à une façon plus efficace de faire tomber Patty. Ellen se lance dans quelques recherches sur les liens qui uniraient Daniel et Patty, expliquant pourquoi Patty est aussi concernée par un tel dossier. Elle découvre que Daniel a été, il y a 10 ans, un témoin clé dans la 1re affaire que Patty défendait en tant qu'avocate indépendante. Au vu des dépositions de Daniel à l'époque, et du fait qu'il semble avoir craqué bien vite, Ellen soupçonne Patty d'avoir payé Daniel à cette époque, pour lui faire gagner cette fameuse affaire, expliquant alors, par un échange de bons et loyaux services, pourquoi Patty défend Daniel aujourd'hui. Patty nie. Ellen comprend alors que Daniel a été, il y a 17 ans, l'amant de Patty et serait aujourd'hui le père de Michale, son unique enfant. Ellen confie cette information au FBI et leur demande de creuser ce point précis.

### Épisode 4:Volte-face
- États-Unis : 28 janvier 2009 sur FX Network
- Suisse : 20 juin 2010 sur TSR1
- France : 
  - 2 juillet 2009 sur Canal+
  - 24 janvier 2012 sur M6

À la demande de Patty, Ellen et Tom partent en Virginie Occidentale à la recherche de Josh, un journaliste qui étudie les ravages de l'aracite dans cette région, et dont le nom a été mentionné par Daniel Purcell. Sur place, ils réussissent tant bien que mal à le trouver. Il leur explique qu'il est en danger car ses analyses sont probantes : l'aracite détruit, tue les animaux et augmente les cas de leucémie. Josh confie à Tom et Ellen un échantillon de cette eau contaminée, afin qu'ils le fassent analyser par Daniel. 

### Épisode 5:La Fusion
- États-Unis : 4 février 2009 sur FX Network
- Suisse : 27 juin 2010 sur TSR1
- France : 
  - 9 juillet 2009 sur Canal+
  - 31 janvier 2012 sur M6

Dans un spa, Patty confie à Ellen qu'elle veut attaquer Ultmia National Resources, quitte à ce que Daniel Purcell soit une victime. Pour cela, elle conçoit un plan d'attaque consistant à, dans un premier temps, empêcher une fusion entre UNR et une autre société. Walter Kendrick s'est assuré l'appui de Purcell, mais ne trouve rien pour faire chanter Douglas Schiff, l'agent gouvernemental qui doit valider toutes les conditions de la fusion. Il profite donc de sa nouvelle position d'un président de club de PDG pour utiliser un des membres. Celui-ci rencontre le mari de Patty et lui indique qu'elle est surveillée. Patty, inquiète, se confie à Oncle Pete, qui connait tous les secrets de l'avocate et s'est assuré de tout protéger, mais il n'a pas confiance en Ellen. Patty demande ensuite à son mari de consulter un des rapports financiers de UNR, et y trouve des anomalies. Malgré tout, l'accord de fusion est validée par Schiff, faute de preuves. Daniel Purcell rencontre Kendrick, qui lui annonce que, après avoir accepté d'aider Purcell la nuit où sa femme est morte alors qu'elle menaçait de tout révéler, leur accord sera respecté et que l'usine de la Virginie-Occidentale est en cours de nettoyage.
Pendant ce temps, le FBI a des doutes sur la viabilité de leur opération avec Ellen, qui au cours d'une soirée chez Patty, ressent des doutes chez sa patronne. Ellen s'inquiète d'autant plus quand elle repère un homme qui la suit. Afin de regagner la confiance de Patty, Ellen lui avoue avoir été en contact avec le FBI pour la faire tomber, mais dit avoir refusé.

### Épisode 6:Diffamation
- États-Unis : 11 février 2009
- Suisse : 27 juin 2010 sur TSR1
- France : 
  - 9 juillet 2009 sur Canal+
  - 31 janvier 2012 sur M6

Alors que la fusion de UNR rassure Kendrick, Patty passe dans une émission télé où elle accuse publiquement le PDG du meurtre de la femme de Daniel Purcell, sans la nommer directement. Claire Maddox lui conseille de la poursuivre pour diffamation, mais Kendrick préfère attendre. Ce n'est qu'après une rencontre impromptue avec Arthur Frobisher, qui lui conseille de la laisser faire, que Kendrick lance la procédure. Tom défend Patty, et le juge conclut rapidement qu'il faut que les deux parties trouvent un accord.
Pendant ce temps, Katie revient en ville pour la vente de l'ancien appartement d'Ellen et David. Ellen se rend sur les lieux, et reçoit un paquet envoyé par David avant sa mort. Quand Katie se fait voler son sac en pleine rue, elle porte plainte au commissariat, où elle reconnait l'homme qui a tenté de la tuer dans la rue comme un policier du poste. Elle le prend en photo et appelle Ellen, qui utilise les ressources du cabinet Hewes pour en savoir plus sur l'agent Tolken. Mais ne voyant rien de concret, Katie porte plainte aux affaires internes. Apprenant cela, l'agent Messer tue Tolken dans une ruelle, car il était la seule piste pouvant le lier à Frobisher et au meurtre de David Connor.
Kendrick n'est pas enclin à trouver un accord, malgré les conseils de Claire Maddox, qui veut clore l'affaire avant que Patty ne trouve un plaignant contre UNR. Le PDG l'invite à un dîner, où elle est abordée par un des convives, un associé de Kendrick. Plus tard, Claire passe la soirée avec un serveur que l'associé avait rabroué durant le dîner. L'homme de main de Kendrick a reçu des coordonnées GPS à saisir dans une voiture achetée par le membre du club de Kendrick qui l'avait aidé dans l'épisode précédent.

### Épisode 7:Le Prix de la loyauté
- États-Unis : 18 février 2009
- France : 
  - 16 juillet 2009 sur Canal+
  - 7 février 2012 sur M6

Un soir, Ellen surprend Oncle Pete sortir de son bureau après avoir consulté son ordinateur. Le FBI y voit un moyen d'obtenir des informations sur le cabinet. Quand Ellen découvre aussi que Frobisher travaille avec Patty, elle est furieuse, mais Patty lui explique qu'ainsi, ils auront libre accès aux dossiers de l'ancien PDG.
Un trader, Finn Garrety, est arrêté avec une escort girl en possession de cocaïne. Ceci embarrasse beaucoup Walt Kendrick, qui inquiet, fait masquer le nom du trader du dossier par la police et demande à Claire Maddox de défendre l'escort pour étouffer l'affaire. Mais cela attire l'attention de Tom, qui finit par découvrir, grâce à une autre escort, l'identité du trader, qui ne semble investir que dans le marché de l'énergie. En effet, celui-ci est chargé de mener des spéculations qui pourraient éponger les pertes engendrées par la fusion.
Ellen continue de fréquenter Wes, même si elle ignore qu'il joue double jeu en fournissant des informations à Messer. Celui-ci lui demande de changer d'approche en visant Katie Connor.

### Épisode 8:Rédemption
- États-Unis : 25 février 2009
- France :
  - 16 juillet 2009 sur Canal+
  - 7 février 2012 sur M6

Oncle Pete a survécu à son overdose médicamenteuse, mais il est dans le coma, ce qui affecte beaucoup Patty. Les agents du FBI attendent donc patiemment qu'il se réveille. Pendant ce temps, Frobisher essaie de faire des projets d'avenir sur le terrain où il s'est fait tirer dessus. Cependant, dans sa retraite, il est encore dérangé par Wes et Messer, qui lui apprennent qu'Ellen cherche à le lier au meurtre de David Connor. Frobisher refuse de s'impliquer, ayant tourné la page.
Parallèlement à cela, Ellen et Tom approchent Susie, la call-girl que Claire Maddox avait défendue. Ils la convainquent de travailler avec eux pour en découvrir plus sur les actions de Finn Garrety, mais Patty se fait déjà une idée du plan quand elle apprend que son mari a ouï dire que les actions de UNR allaient remonter à la suite d'investissements.
Pete se réveille. Patty est à ses côtés, lui demandant les raisons de son geste. Il avoue que le FBI a tenté de lui extorquer des informations compromettantes sur Patty. Alors que l'homme qui avait tenté de tuer Ellen cherche à savoir qui a donné Pete, Messer menace le gourou de Frobisher pour l'inciter à se rétracter du procès. Ce dernier accepte, mais Patty n'a plus besoin de lui : de nombreux investisseurs ont déjà rejoint le cabinet, ayant perdu beaucoup lors de la fusion.

### Épisode 10:Confidences
- États-Unis : 11 mars 2009
- France : 
  - 23 juillet 2009 sur Canal+
  - 14 février 2012 sur M6

Ellen ne sait plus où elle en est avec Wes. En réalité, sa duplicité envers tout le cabinet Hewes lui pèse beaucoup. Mais les deux agents du FBI ont d'autres problèmes : l'agent Harrison découvre les appels inopportuns de l'ex-femme de l'agent Werner sont en fait passés par un homme mystérieux, qui ne cherche qu'à avoir des renseignements.
Lors de la célébration des vingt ans de collaboration de Claire Maddox pour UNR, quand celle-ci revoit son père, Kendrick et Dave Pell parlent du « recrutement » de Phil Grey, arguant le conflit d'intérêts. Pell suggère aussi à Kendrick de conclure le procès en faisant une offre. Patty et Claire se rencontrent, mettant cartes sur table à propos de Daniel Purcell et de UNR, mais Patty découvre que Claire ignore tout de Finn Garrety, dont elle a défendu la prostituée régulière. Claire va retrouver Daniel Purcell, avec qui ils partagent leurs informations sur l'aracite de mystérieuses coupures de courant, qui expliquent les transactions de Garrety : UNR provoque des coupures de courant localisées, créant une demande qui fera monter le cours des actions. Claire se rend compte que Kendrick lui ment depuis des années, et il continue en lui affirmant que l'aracite est sans danger.
Patty appréhende de rencontrer la petite amie de son fils Michael. Elle cache sa grande surprise en découvrant qu'il s'agit d'une artiste peintre, possédant une galerie d'art, âgée d'une quarantaine d'années et mère d'une adolescente, mais quelques jours plus tard, Patty exprime clairement ses sentiments envers la peintre.
Ellen perd totalement pied : sur un coup de tête, elle rejoint Katie dans un bar, se saoule, séduit des inconnus, avant de s'effondrer en larmes chez elle. Elle manque de tout révéler à Katie mais fait des confidences sur l'oreiller à Wes, qui était en partie au courant : il espionnait déjà Ellen quand celle-ci s'est fait recruter par le FBI comme taupe. Wes tente alors de rassurer le Detective Messer, qui lui avoue qu'il couvre ses propres arrières et non ceux de Frobisher.

### Épisode 11:Séparation des pouvoirs
- États-Unis : 18 mars 2009
- France :
  - 30 juillet 2009 sur Canal+
  - 22 février 2012 sur M6

Ellen, en rentrant à son hôtel, surprend Phil Grey avec une femme que l'avocate soupçonne vite d'être sa maîtresse. L'agent Werner, désormais seul à gérer cette affaire depuis la mort de son partenaire, officiellement d'une overdose, lui conseille de garder ce secret. Mais Ellen a d'autres plans, surtout avec la candidature de Phil au poste de Secrétaire à l'Énergie et Patty qui interrompt l'enquête sur Calder Services.
Chez UNR, Kendrick met un terme aux transactions frauduleuses et demande à son homme de main de faire disparaître la voiture. Il ignore que Patty fait surveiller cette voiture, et qu'au même moment, elle la récupère et découvre que les informations étaient passées via le GPS.
Claire Maddox est fatiguée de devoir couvrir les mensonges de Kendrick et a une idée folle : prendre sa place. Elle reçoit alors le soutien de Daniel Purcell, prêt à réparer ses fautes. En secret, elle commence à monter Kendrick et un membre du Conseil l'un contre l'autre. Mais Kendrick se montre implacable, faisant chanter le membre du conseil et renvoyer Claire Maddox pour avoir couché avec Purcell, un associé de UNR, manquant ainsi à l'éthique.

### Épisode 12:Corruption
- États-Unis : 25 mars 2009
- France : 
  - 30 juillet 2009 sur Canal+
  - 28 février 2012 sur M6

Le procès contre Kendrick approche à grands pas, mais Patty sait que sa preuve majeure, les coordonnées GPS, ne sont pas légalement recevables. Ellen est donc chargée de voir si le juge peut se montrer « conciliant ». Il accepte.
Le chien de Daniel Purcell déterre de son jardin un objet brûlé ; ce dernier reconnait les restes de la télécommande qu'il avait brûlée lui-même peu après la mort de sa femme. Les souvenirs de cette nuit commencent à le hanter, ce qui inquiète Kendrick.
Lors d'une dispute sous l'emprise de l'alcool entre Patty et Phil, le nom de Dave Pell apparait comme central, ce que Patty confirme lors d'une rencontre entre Kendrick et elle où ils mettent rapidement cartes sur tables. Pour décoder les coordonnées GPS, Patty demande de l'aide à Daniel Purcell, vu qu'ils disposent de toutes les informations. Après plusieurs nuits, il craque le code et fait le lien entre les coupures de courant, les transactions de Finn Garrety et les coordonnées GPS.
Quand Ellen est écartée à nouveau de l'affaire par Patty, qui veut que Tom se charge de la corruption du juge, elle fait en sorte que le FBI se charge de le faire abandonner. Pour cela, ils ressortent l'affaire de mortalité infantile qu'ils avaient montée et présentent le dossier en affirmant que Tom a payé le témoin. Malheureusement pour Tom, son arrestation a lieu au moment où il apprend que sa femme va accoucher. Ellen essaie de le convaincre de donner Patty. Peu après, quand Tom annonce à Patty qu'il ne fera pas le paiement, elle enrage et le renvoie sur-le-champ.

### Épisode 13:Toute la vérité
- États-Unis : 1er avril 2009
- France :
  - 30 juillet 2009 sur Canal+
  - 6 mars 2012 sur M6

Dans cet épisode, tous les flash-forwards sont montrés.
Le procès de Hewes contre UNR est sur le point de commencer, et les preuves de Patty vont être refusées. Ellen convainc Patty qu'elle n'a plus qu'une option : corrompre le juge. Elle a cependant une autre idée. En effet, elle rend visite à Finn Garrety, qui refuse catégoriquement de l'arrêter.
Messer est déçu d'apprendre que Wes ne compte pas tuer Ellen Parsons. Il essaie d'abord une fois en s'introduisant dans sa chambre d'hôtel, mais Wes l'en empêche. Il tente ensuite une autre approche en lui proposant des preuves contre son collègue policier. Ellen ne se méfie pas, son détective privé ne trouvant rien de probant contre lui.
Patty apprend pour Daniel Purcell, qui préfère purger sa peine. Patty est donc seule, sans témoin pour le procès et sans personne chez elle. Elle a plus tôt découvert que Michael, son fils n'a postulé pour aucune université, estimant qu'il fallait une présence masculine au domicile de sa mère. En conséquence, elle fait envoyer sans lui dire toutes ses affaires chez Jill, l'amante de son fils.
Finn Garrety est furieux d'avoir appris à quoi il a participé, ce qui inquiète Kendrick et Dave Pell. Ce dernier rencontre Patty dans une église et s'avouent tout : il a fait enquêter le FBI sur Patty Hewes, elle sait tout des crimes de UNR. Ils concluent néanmoins un marché : si le FBI détruit le dossier sur Patty, elle oublie le reste, mais elle impose deux conditions : pouvoir mettre Kendrick en prison et faire en sorte qu'Ellen soit arrêtée pour la corruption du juge. Elle reçoit plus tard une clé USB contenant les fichiers compromettant UNR.
L'agent Werner, informé par Pell de ce qu'il doit faire, organise ensuite la surveillance de l'entrevue entre Ellen et Patty où elles échangeront l'argent. Wes, suspectant quelque chose, réserve la chambre qui fait face à celle d'Ellen. Quand il entend que Messer cherche à piéger Ellen, il prend les devants et le tue dans sa voiture. Kendrick rend visite à la prostituée régulière de Garrety et la frappe. Le trader est furieux et suit Patty vers l'hôtel d'Ellen pour lui annoncer sa coopération, mais l'avocate refuse.
L'entrevue où Ellen et Patty discutent de la corruption du juge, du dossier d'Oncle Pete sur Ellen a ensuite lieu. Mais en réalité, Ellen a tiré sur la caméra du FBI, afin que les aveux de Patty restent entre elles. Ellen part ensuite payer le juge et Patty sort, blessée. Quand Werner arrive sur les lieux, il appelle Dave Pell qui lui ordonne de laisser mourir Patty. C'est Wes qui la retrouve et l'emmène à l'hôpital ; on découvre que la blessure de Hewes a eu lieu avant, dans l'ascenseur, où Garrety a poignardé Patty avec un couteau sans la tuer.
Ellen paie le juge et se fait arrêter avec lui par Werner, avant que lui-même ne soit arrêté par la sœur de Tom, qui est au courant de tout. Alors que Werner essaie de négocier, Ellen apprend de Tom que Patty avait tout compris, et a piégé Dave Pell à l'église en l'enregistrant. Kendrick et Pell sont arrêtés.